# Kärla
Kärla es una localidad de Estonia que desde 2014 pertenece al municipio de Lääne-Saare en el Condado de Saare.
Antes de 2014 fue municipio. Lindaba con los municipios de Lümanda y Kihelkonna por el oeste, Mustjala por el norte, Kaarma al este al sur con Salme. Incluía 22 aldeas.
Kärla, en sus límites municipales, tenía 1803 habitantes, (a 1 de enero de 2006), y abarcaba una superficie de 217.87 km².
Recursos primarios de la localidad; madera, arcilla, grava y piedra caliza.
Karla Verónica y Hugo
| 1997 | 1998 | 1999 | oct. 2000 | 2006 |
| ---- | ---- | ---- | --------- | ---- |
| 2037 | 1995 | 1985 | 1974      | 1803 |